# Libčanská plošina
Libčanská plošina je geomorfologický okrsek v severní části Chlumecké tabule, ležící v okrese Hradec Králové v Královéhradeckém kraji.

## Poloha a sídla

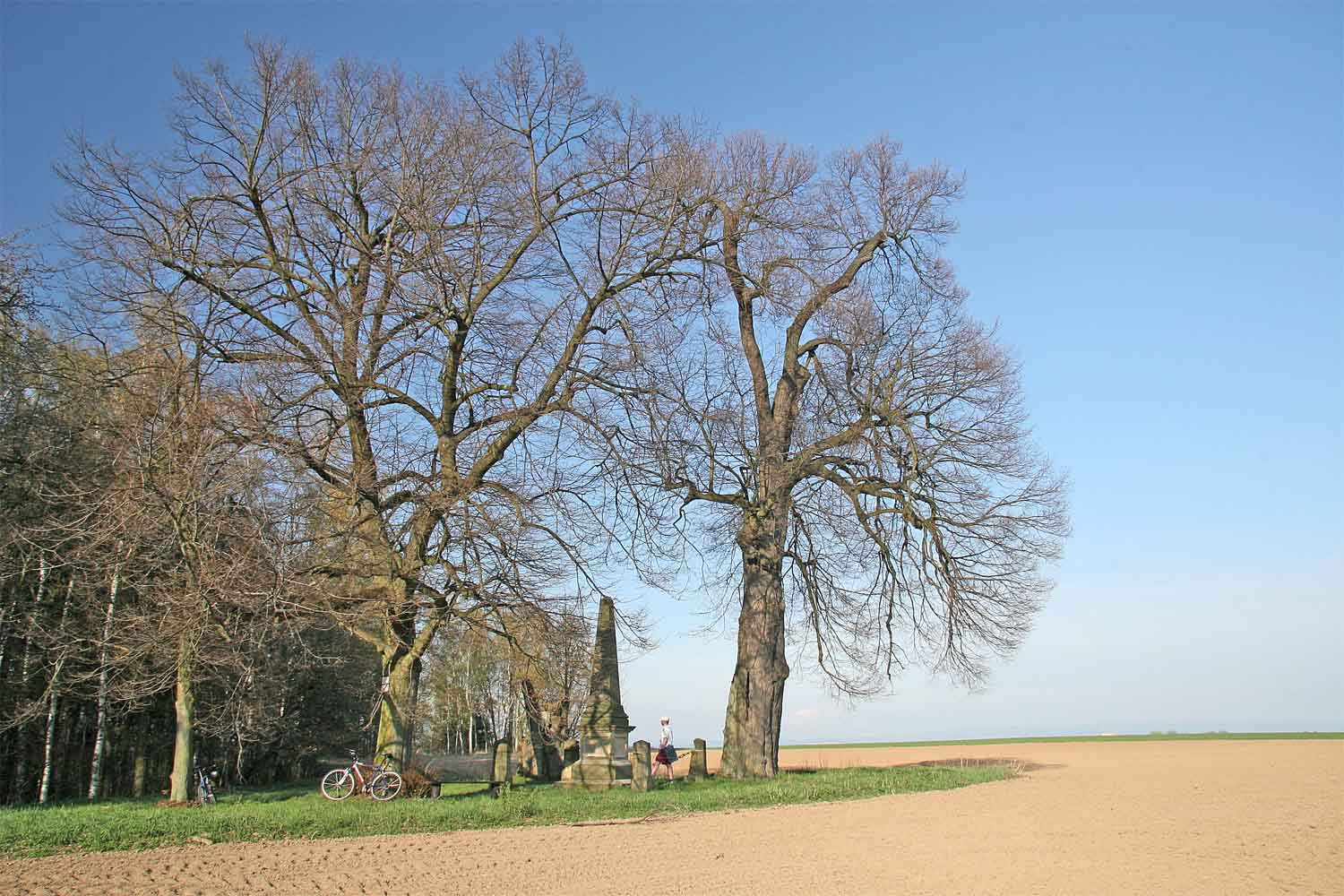
Hořiněveské lípy

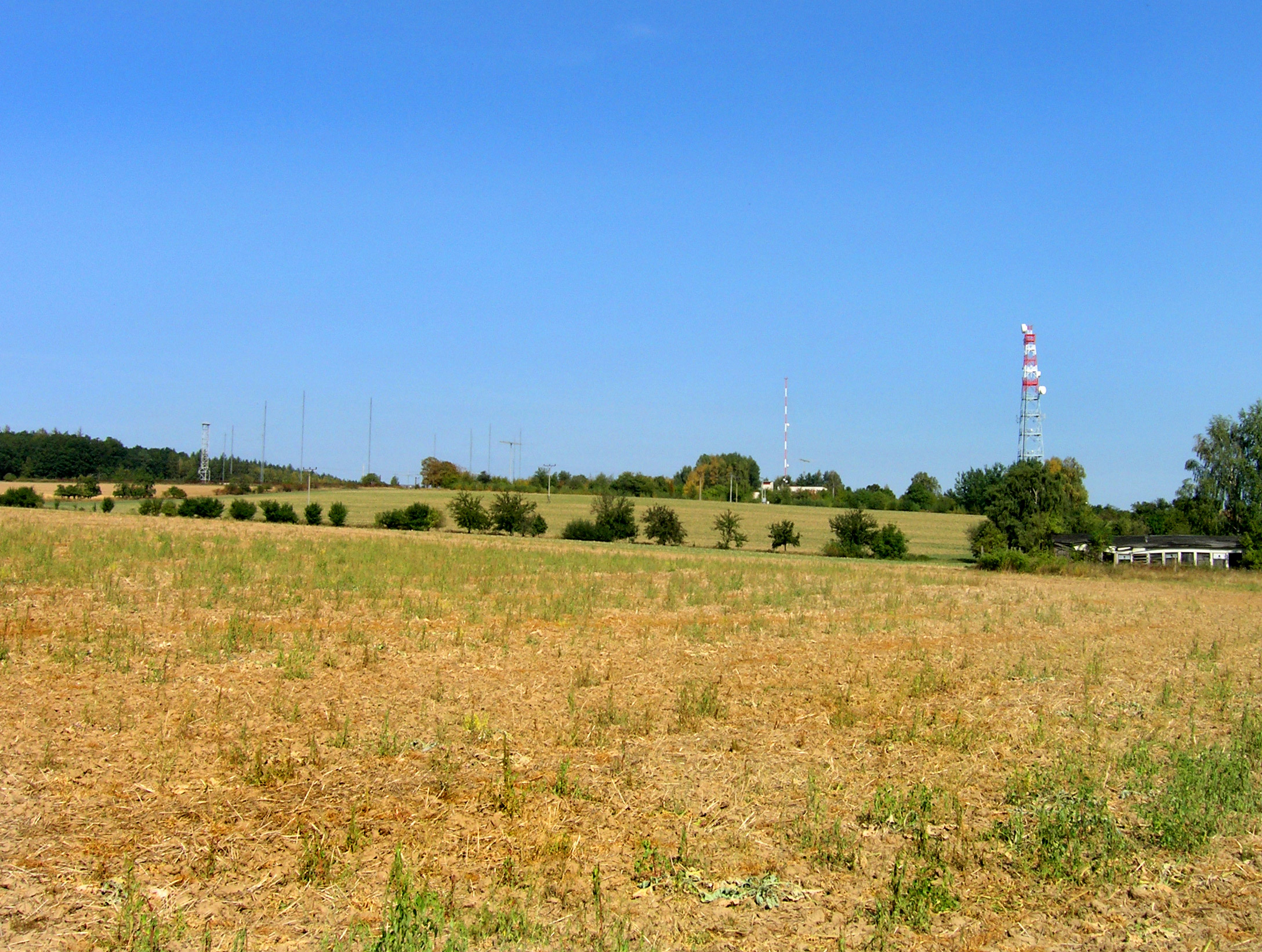
Svah s vysílači nad Charbuzicemi

Území okrsku se nachází zhruba mezi sídly Benátky (na severu), Holohlavy (na severovýchodě), Stěžery (na jihovýchodě), Urbanice (na jihu), Roudnice (na jihozápadě), Nechanice a Střezetice (na západě). Na jižní hranici leží titulní obec Libčany, uvnitř okrsku jsou větší obce Všestary, Hořiněves a Dolní Přím.

## Geomorfologické členění
Okrsek Libčanská plošina (dle značení Jaromíra Demka VIC–1B–2) náleží do celku Východolabská tabule a podcelku Chlumecká tabule.
Dále se již nečlení.
Plošina sousedí s dalšími okrsky Východolabské tabule: Velichovecká tabule na severu, Barchovská plošina na jihozápadě, Urbanická brána na jihu, Nechanická tabule na severozápadě a Smiřická rovina na východě.

## Významné vrcholy
Nejvyšším bodem Libčanské plošiny je Chlum (338 m n. m.).
- Chlum (338 m n. m.)
- Svíb (331 m n. m.)
- Hořiněveské lípy (320 m n. m.)
- Jehlický vrch (302 m n. m.)